# Correbidia calopteridia
Correbidia calopteridia (лат.) — вид бабочек-медведиц рода Correbidia из семейства Эребиды (Arctiinae, Erebidae). Встречается в Южной Америке (Бразилия, Венесуэла, Перу). Мимикрирует под ядовитых жуков-краснокрылов.

## Описание
Основная окраска пурпурно-коричневая с жёлтым и чёрными отметинами. Размах крыльев около 3 см. Щупики в основании жёлтые; есть боковые полосы на голове, тегуле; тазики и основание бёдер жёлтые; передние голени и лапки с жёлтой полосой; брюшко с боковыми жёлтыми полосами, сужающимися к точке и не доходящими до конечных сегментов; вентральная поверхность жёлтая до края. Переднее крыло полностью жёлтое; основание с косым чёрным пятном; широкая медиальная чёрная полоса с извилистыми краями; внутренняя область в основном чёрная; большое вершинное чёрное пятно, простирающееся до жилки 2 и с внутренним краем, отогнутым наружу у жилки 5. Заднее крыло полугиалиново-желтоватое, жилки темнее. Вид был впервые описан в 1878 году британским энтомологом Артуром Гардинером Батлером (1844—1925) под названием Pionia calopteridia Butler, 1878. От близких видов отличается тем, что переднее крыло в основании черноватое, а брюшко с желтыми снизу конечными сегментами (у Correbidia terminalis переднее крыло в основании жёлтое; брюшко с черноватыми терминальными сегментами).

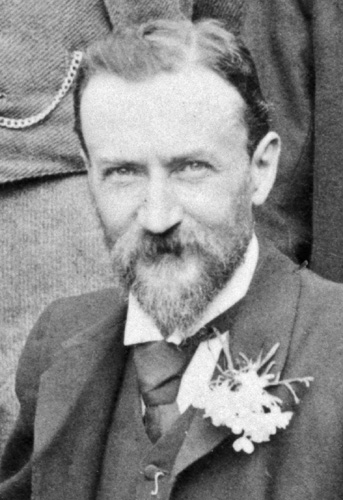
Артур Гардинер Батлер, автор первого описания вида в 1878 году

Своей окраской напоминает некоторых жуков краснокрылов, которые защищены от хищников тем, что являются ядовитыми, и это может говорить о возможной мимикрии. Поэтому видовое название C. calopteridia дано по имени внешне сходного рода жуков Calopteron (Lycidae).

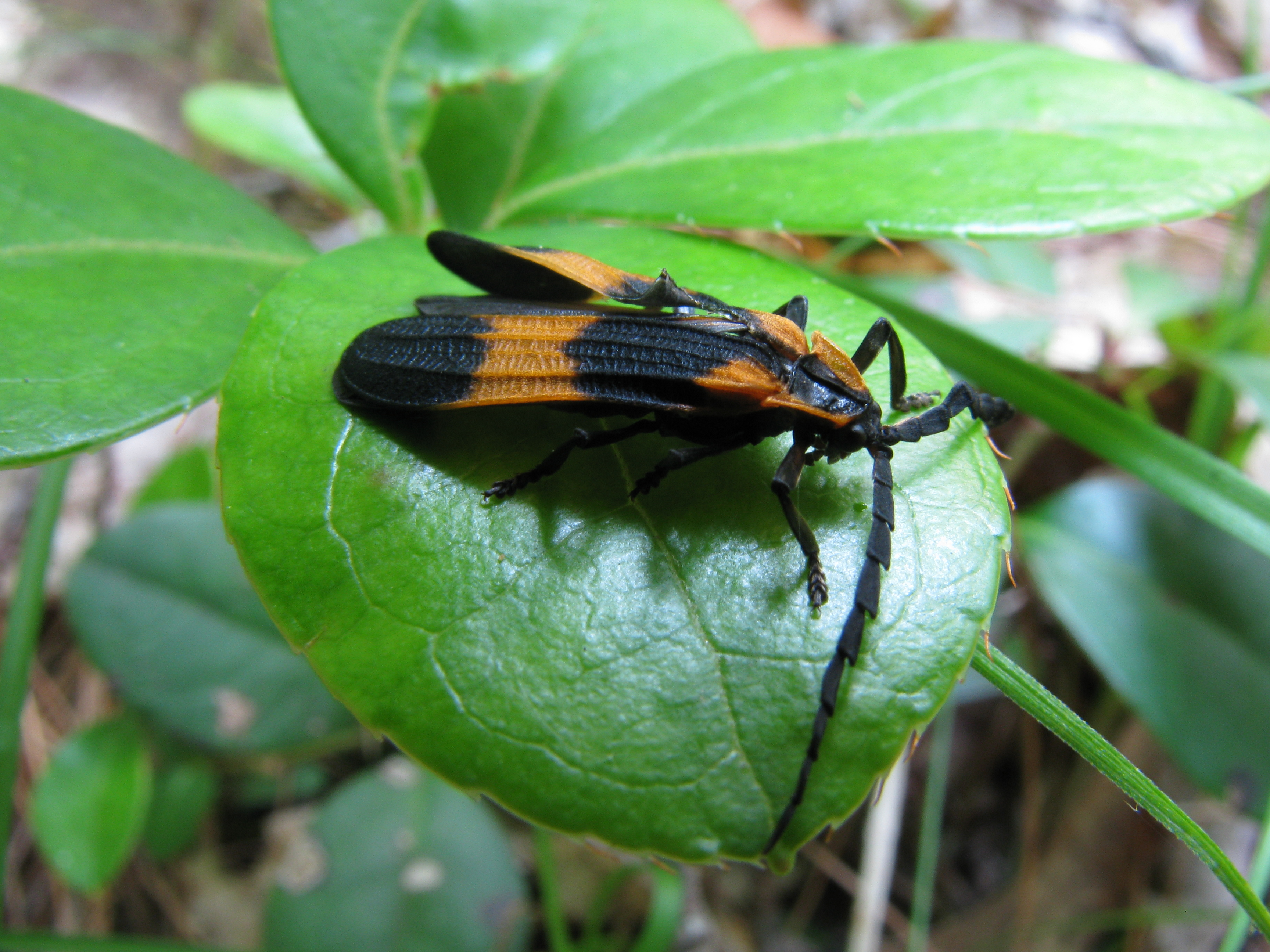
Calopteron reticulatum, возможный объект мимикрии